# Burgstall Klingenstein
Der Burgstall Klingenstein ist eine abgegangene spätmittelalterliche Burganlage auf einem Bergsporn zwischen dem Tal der Tauber im Osten und einem weiteren Bachtal im Westen. Er liegt rund 240 Meter südwestlich der katholischen Filialkirche St. Georg von Klingen oder etwa 2750 Meter südlich der unterfränkischen Gemeinde Bieberehren.
Über diese Burg sind keine geschichtlichen oder archäologischen Informationen bekannt. Sie soll im Jahr 1503 bereits verfallen gewesen sein. Die Burg wird grob auf spätmittelalterliche Zeitstellung datiert. Erhalten haben sich von der Anlage nur zwei Halsgräben und ein Hanggraben sowie ein Mauerrest. Die Stelle ist als Bodendenkmal Nummer D-6-6526-0001: Spätmittelalterlicher Burgstall „Klingenstein“ geschützt.

## Beschreibung
Der Burgstall der Spornburg liegt in rund 300 m ü. NN Höhe auf einem nach Nordosten gerichteten und rund 45 Höhenmeter über der Talsohle der Tauber liegenden Bergsporn, der aus einer südwestlich angrenzender Hochfläche hervorspringt.
Die Burgstelle wird durch einen vier Meter breiten und heute noch 0,3 Meter tiefen Halsgraben von der weiter ansteigenden Bergseite abgetrennt. Dieser Graben überquert den gesamten Sporn. 20 Meter nordöstlich dieses äußeren Grabens sicherte noch ein zweiter Graben die frühere Burg. Dieser Abschnittsgraben ist noch fünf Meter breit und genauso tief. Zwischen den beiden Gräben verengt sich der Bergsporn bis auf vier Meter, dort wurde ein moderner Wasserbehälter eingebaut. Dem inneren Graben folgt unmittelbar nordöstlich die Burgfläche. Die quadratische Anlage hatte die Maße 20 mal 15 Meter. Von ihr hat sich ein verfallener Mauerrest erhalten, er ist zwei Meter breit und noch einen Meter hoch. Diese Kernanlage war an der Nordost- sowie auf der Südostseite durch einen Steilhang zur Tauber von Natur aus sehr gut geschützt. Die Nordwestseite der Burg, die zu einem kleinen Nebental der Tauber abfällt, wurde zusätzlich zum Steilhang durch einen vier Meter breiten und einen Meter tiefen Hanggraben und einem ebenfalls vier Meter breiten vorgelagerten Außenwall gesichert.